# Complexo Esportivo Cidade dos Esportes

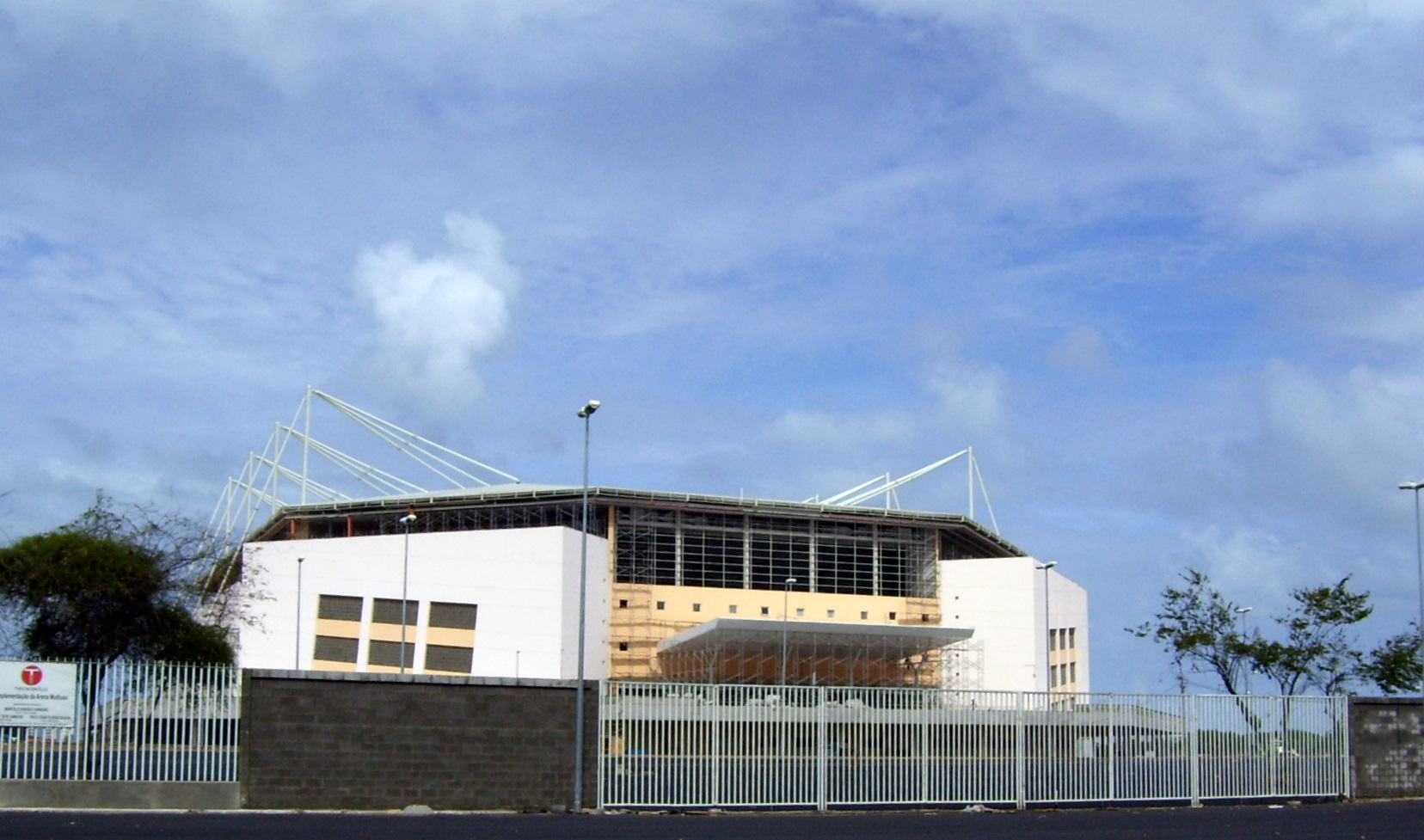
Arena Olímpica

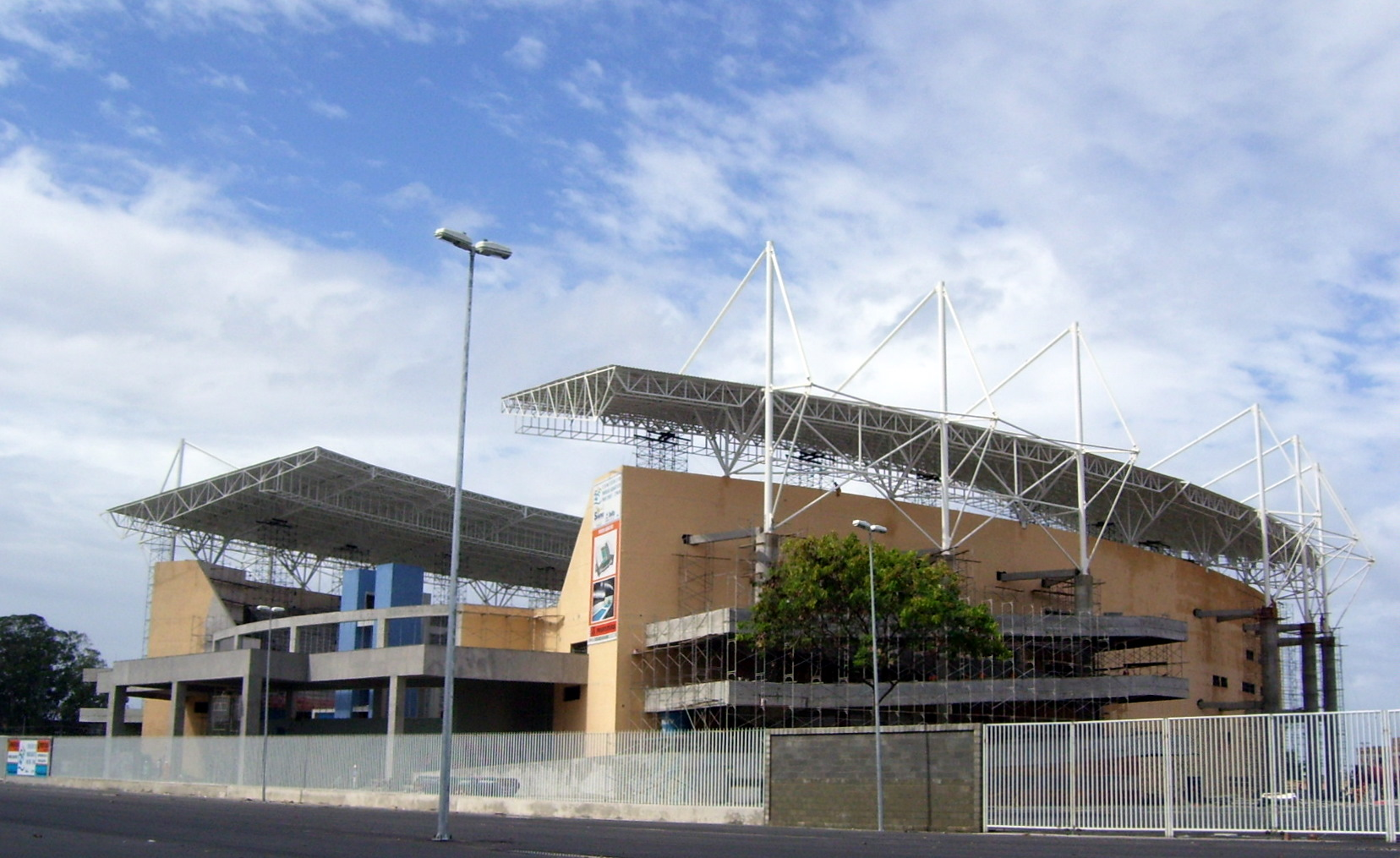
Parque Aquático Maria Lenk

Complexo Esportivo Cidade dos Esportes é o nome como era conhecido o conjunto de arenas esportivas construídas dentro do Autódromo Internacional Nelson Piquet, na Barra da Tijuca, no Rio de Janeiro, Brasil, para os Jogos Pan-americanos de 2007.
Para os Jogos Olímpicos de Verão de 2016, o complexo foi expandido com a demolição do autódromo e a construção de mais arenas, resultando no que hoje é o Parque Olímpico do Rio de Janeiro.

## História
O local foi construído pela prefeitura do Rio de Janeiro para abrigar algumas modalidades que foram disputadas nos Jogos Pan-americanos de 2007. Antes das obras, o projeto recebeu críticas de fãs do autódromo que alegavam as construções descaracterizariam o seu traçado original[carece de fontes?], palco de eventos importantes como Grandes Prêmios de Fórmula 1, Fórmula Indy e a MotoGP.
As instalações ficaram prontas em 2007 com a Arena Olímpica do Rio, sede das competições de ginástica artística e basquete, o Parque Aquático Maria Lenk, sede da natação, nado sincronizado e saltos ornamentais e o Velódromo da Barra, local das disputas de ciclismo e patinação de velocidade.